# Antonín Randa
Antonín rytíř Randa (8. července 1834 Bystřice nad Úhlavou – 6. října 1914 Dobřichovice) byl profesor občanského práva na Právnické fakultě Univerzity Karlo-Ferdinandovy v Praze, zakladatel moderní české civilistiky, čestný doktor univerzit v Bologni a Krakově.

## Život
Po rozdělení pražské univerzity na dvě samostatné vysoké školy s českým a německým vyučovacím jazykem byl zvolen prvním prorektorem (1882/83) a pak druhým rektorem (1883/84) univerzity české; děkanem právnické fakulty byl zvolen v letech 1872 a 1885. Od roku 1881 byl členem rakouské Panské sněmovny a Říšského soudu, v letech 1904–1906 „ministr krajan“ ve vládách Ernsta Koerbera, Paula Gautsche a Konráda Hohenlohe. V letech 1908–1914 působil též jako druhý prezident České akademie císaře Františka Josefa pro vědy, slovesnost a umění. Patřil k spoluzakladatelům Jednoty právnické.
Z mnoha jeho prací z oblasti práva občanského, obchodního, směnečného, knihovního a vodního je třeba zmínit (pokaždé 1. vyd.): Der Besitz nach österreichischem Rechte mit Berücksichtigung des gemeinen Rechtes, des preußischen, französischen und sächsischen Gesetzbuches (1865), Der Erwerb der Erbschaft nach österreichischem Rechte, auf Grundlage des gemeinen Rechtes, mit Berücksichtigung des preussischen, französischen, sächsischen und Zürcher Gesetzbuches (1867), Přehled vzniku a vývinu desk čili knih veřejných, hlavně v Čechách a na Moravě (1870), O závazcích k náhradě škody z činů nedovolených, pak o úrocích dle rakouského práva občanského (1870), Právo vlastnické dle rakouského práva v systematickém pořádku (1871), Soukromé obchodní právo rakouské (seš. I 1876, seš. II 1883, seš. III 1888).
Randův odkaz rozvíjí Randova nadace, působící při Spolku českých právníků Všehrd.

## Rodina
Manželka Antonína Randy Angela byla dcerou matematika Jakuba Filipa Kulika. Jejich dcera Angela se stala manželkou inženýra Otokara Kruliše-Randy (1860–1900), synem architekta Jana Kruliše (1829–1903). Měli spolu dva syny. Jedním z nich byl průmyslník Otokar Kruliš-Randa (1890–1958).